# 27809 Murakamiyasuhiko
27809 Murakamiyasuhiko è un asteroide della fascia principale. Scoperto nel 1993, presenta un'orbita caratterizzata da un semiasse maggiore pari a 2,246452 UA e da un'eccentricità di 0,114772, inclinata di 8,223179° rispetto all'eclittica. Ha un diametro di 3,371 km.